# Светска потрошња енергије
Светска потрошња енергије је укупна енергија користи читавог људског цивилизације. Типично мерено годишње, што укључује све енергију искоришћава из свих извора енергије примењује према напорима човечанства широм сваке појединачне индустрије и технолошком сектору, преко сваке земље. То не укључује енергију из хране, и у мери која гори директна биомаса је-је чини се слабо документована. Будући да је извор напајања показатељ цивилизације, Светска потрошња енергије има дубоке импликације за друштвено-економско-политичкој сфери човечанства.

Институције: као што Међународне агенције за енергију (ИЕА), САД Информатион Администратион за енергију (ЕИА), као и записник података Европска агенција за животну средину и објављује периодично енергију. Побољшане податке и разумевање Свет потрошње енергије може да открије трендове и моделе системски, што би помогло оквир актуелним питањима енергије и подстичу кретање ка колективно корисних решења.
Уско повезан са потрошњи енергије је концепт укупне примарне енергије (ТПЕС), која - на глобалном нивоу - је збир производних енергије промена минус за складиштење. Јер промене складиштења енергије током године су мале, ТПЕС може користити као вредности је Естиматор фор потрошњу енергије. Међутим, ТПЕС ефикасност конверзије игноришу, претерано облика енергије са слабом ефикасношћу конверзије (нпр угља, гаса и нуклеарног) и за занемаривање форме Обрачунати Већ конвертоване облицима (нпр фотонапонских или хидроенергетиком). ИЕА процењује да у 2013, вкупната понуда примарне енергије (ТПЕС) је 1575 × 1017 Вх (= 157,5 ПВХ, 5.67 × 1020 јоулес, или 13.541 Мтое). Од 2000-2012 угља је извор енергије са највећим растом. Коришћење нафте и гаса природног такође значајан АДХ раста, затим хидроелектрана и обновљивих извора енергије. Обновљиви извори енергије расла по стопи брже него било који други пут у историји Током еста периоду. Потражња за нуклеарну енергију Смањена, делом због нуклеарне катастрофе (на пример 1979 Тхрее Миле Исланд, Чернобиљу 1986. године, и Фукусхима, 2011).
У 2011. години, издаци за енергију износила је преко 6 милијарди долара, или око 10% светске бруто домаћег производа (БДП). Европа проводи близу једне четвртине енергетских трошкова на свету, Северна Америка близу 20%, а Јапан 6%

## Преглед
Укупна светска понуда примарне енергије (ТПЕС), или "примарна енергија" се разликује од потрошње у енергетском светском финалу Због много енергије која се стиче људи је изгубљен као и друге облике енергије У процесу њених префињености у корисне облике енергије и њен превоз од њеног првобитног места снабдевања до потрошача. На пример, када је нафта Одломак из земље мора бити разрађен у бензину, тако да се може користити то у колима, и транспортују на великим удаљеностима до бензинске станице може да се користи када је од стране потрошача. Финална потрошња енергије Свет Односи се на фракције примарне енергије у свету се користи на крају да је њен облик по хуманости.
У 2012. години, свет снабдевање примарне енергије износила је 155.505 терават сата (ТВх) или 13,371 Мтое, док свјетске потрошње енергије је 104,426 крај ТВх, Око 32% или мање од пуног напајања. Свет потрошња енергије обухвата крајње производе као мазива, асфалта и петрохемије Који садржај хемијска енергија недоступни, али се не користе као гориво. Ова употреба не енергије износила је 9.404 ТВх (809 Мтое) у 2012. години.
До краја 2014. године, укупна укупне инсталисане снаге производни капацитет је 6.142 Скоро УСА (милиона МВ), која не обухвата генералног директора поставља није повезан са локалне електричне мреже. У 2014., ворлд потрошња енергије за производњу електричне енергије је 40,8% угаљ, природни гас 21,6%, 10,6% нуклеарна, 16.4% хидро, "остали" (сунце, вјетар, геотермална, биомаса, итд) 6.3% 4.3% и нафта. Угаљ и природни гас били најпопуларнији енергије горива за производњу електричне енергије. Светска потрошња струје је 18.608 ТВх 2012. Ова цифра је 18% мања од Ацерца електричне енергије произведене, због губитака мрежу, губитака за складиштење и властите потребе из термоелектрана (бруто генерација). Когенерација (ЦХП) хидроелектране, које користе неке од енергије која се расипа за грејање Иначе зграда или у индустријским процесима.
круг фраме.свг
2014 Светски електричне енергије (23.816 ТВх) према извору (ИЕА, 2016)
```
 Цоал / Пеат (40,8%)
 Природни гас (21,6%)
 Хидро (16,4%)
 Нуклеарна (10,6%)
 Уље (4,3%)
 Други (Ренев.) (6,3%)
```

Сједињене Државе информације Управе за енергетику објављује извештај о Редовно светске потрошње за већину типова примарних енергетских ресурса. Најновија процена потрошње на светском енергетском је 5.67 х 1020 џула, или 157,481 ТВх, у 2013. години, према ИЕА укупна свјетске потрошње енергије ТВх, у 2008. години износио је 143.851, 133.602 ТВх у 2005. години, 117.687 ТВх у 2000. години, и 102.569 ТВх, 1990. Укупна потрошња електричне енергије свет је 19.504 ТВх у 2013., 16.503 ТВх у 2008. години, 15.105 ТВх у 2005. години, као и 12.116 ТВх, у 2000. Ин 2012. око 22% светске енергије је конзумира у Северној Америци 5% Јужна и Централна су конзумирали Америка, 23% је потрошено у Европи и Евроазији, 3% је потрошено у Африци, а 40% је потрошено у азијско-пацифичком региону.
Недавно је дошло до великог повећања у међународним споразумима и националне енергетске акционих планова ,: попут Директиве ЕУ 2009 обновљиве енергије, да се повећа коришћење обновљиве енергије због растућих забринутости у вези загађења из извора енергије који једе од фосилних горива: као што су уље, угаљ, и природни гас. Једна таква иницијатива била је 2000 Светски Процена енергију Развојни програм Уједињених нација у многим изазовима човечанству истакао да ће морати да превлада у циљу преласка са фосилних горива на обновљиве изворе енергије. Од 2000-2012 обновљиве енергије расла по стопи већој од било које друге тачке у историји, уз потрошњу од 176,5 Повећање милиона тона нафте. Током еста периоду, нафте, угља и природног гаса је наставио да расте и АДХ повећава много већи него да су Повећање у обновљиве изворе енергије. Следеће слике илуструју раст потрошње фосилних горива нафте: као што су, угаљ и природни гас као обновљивих извора енергије Током еста периода
Трендови
Раст потрошње енергије у Г20 успорен на 2% у 2011. години, након снажног раста 2010. Економска криза је у великој мери одговорна за ову спорог раста. Већ неколико година, потражња свет енергија карактеришу Посљедњи кинеских и индијских тржиштима, док развијене земље боре са стагнације привреде, високе цене нафте, што доводи до стабилне или смањењем потрошње енергије.
Према ИЕА подацима од 1990. до 2008. године, просечна потрошња енергије по особи порасла 10%, док је светска популација повећала 27%. Регионални потрошња енергије такође је порасла од 1990. до 2008. године: Блиски исток повећан за 170%, Кину за 146%, Индија за 91%, Африке за 70%, Латинска Америка за 66%, у САД 20%, ЕУ-27 блок од 7%, и света укупна порастао за 39%.
У 2008. укупна ворлдвиде потрошња примарне енергије била је 132,000 терават сата (ТВх) или 474 Екајоулес (ЕЈ). У 2012. години, основна потражња енергије повећана на 158.000 ТВх (567 ЕЈ).
Потрошња енергије у Г20 повећао за више од 5% у 2010. години, након благи пад од 2009. У 2009. свјетске потрошње енергије смањена је први пут у последњих 30 година за 1,1%, или око 130 милиона тона еквивалента нафте (Мтое), као резултат финансијске и економске кризе, која је смањила светски БДП-а за 0,6% у 2009. години.
Ова еволуција је резултат два супротстављена тренда: раст потрошње енергије остао снажан у неколико земаља у развоју, посебно у Азији (+ 4%). Насупрот томе, у ОЕЦД, потрошња је озбиљно смањена за 4,7% у 2009. и је стога готово до његових 2000 нивоа. У Северној Америци, Европи и ЗНД, потрошња смањила за 4,5%, 5% и 8,5%, због успоравања економске активности. Кина је постала највећи светски потрошач енергије (18% од укупног броја), јер је потрошња порасла за 8% током 2009. године (са 4% у 2008. години). Уље остао највећи извор енергије (33%), упркос чињеници да је његов удео се смањује током времена. Угаљ постед све већу улогу у светској потрошњи енергије: у 2009. години, што чини 27% од укупног броја.
Већина енергија се користи у земљи порекла, јер је јефтиније транспортовати финалних производа од сировина. У 2008. години, удео извоза у укупној производњи енергије од горива је: уље 50% (1.952 / 3.941 мт), газ 25% (800 / 3,149 милијарди кубних метара) и тешко угаљ 14% (793 / 5.845 Мт).
Већина светских високо енергетских ресурса су од конверзије сунчевим зрацима у друге облике енергије након што је инцидент на планети. Неки од те енергије је сачувана као фосилне енергије, неке је директно или индиректно употребљиве; на пример, преко соларне ПВ / термалне, ветру, хидро или таласа моћи. Укупна соларна зрачења се мери на сателиту да буде око 1361 вати по квадратном метру (види соларну константу), иако варира од око 6,9% током године, због Земљине варира удаљености од Сунца. Ова вредност, након умножавања од стране попречног пресека пресрела Земље, је укупна стопа соларне енергије примио планете; око пола, 89.000 УСА, стиже до Земљине површине.
Процене преосталих необновљивих енергетских ресурса широм света варирају, при чему су остали фосилних горива у износу процењених 0,4 иоттајоуле (ИЈ) ОР4 × 1023 џула, и слободну нуклеарно гориво попут урана прелази 2.5 ИЈ. Фосилна горива у распону од 0,6 до 3 ИЈ уколико процене резерви метана клатрати тачни и постане технички ектрацтабле. Укупна флукс снаге од сунца пресрећу Земљу је 5.5 ИЈ годишње, мада не све је то на располагању за људску исхрану. Процене ИЕА за свет да задовољи глобалне потражње за енергијом за две деценије од 2015. до 2035. године биће потребна улагања од 48 америчких долара трилиона и "веродостојне политичке оквире."
Према ИЕА (2012) у циљу ограничавања загревање до 2 °C, постаје све теже и скупље од сваке године који пролази. Ако се не узима пре 2017. године, емисија ЦО2 ће бити закључани у постојећим у 2017. фосилних горива енергетску инфраструктуру су доминантни у глобалном енергетском миксу, уз подршку 523 америчких долара милијарди долара субвенција у 2011. години, скоро 30% на 2010 и шест пута више од субвенција за обновљиве изворе енергије
Еmисије
Глобалне емисије загревања резултат производњу енергије су еколошки проблем. Напори да се реши ово укључује Кјото протокол, који представља споразум УН-а са циљем да се смањи штетне климатских утицаја, што један број земаља су потписали. Ограничавање глобалног повећања температуре на 2 °C, сматрало да ризик од СЕИ, сада неизвестан.
Да бисте ограничили глобалне температуре на хипотетички 2 °C раста ће захтевати пад 75% емисије угљеника у индустријским земљама до 2050. године, ако становништво је 10 милијарди долара у 2050. Ацросс 40 година, овај просек за смањење на 2% годишње. У 2011. години, емисије производње енергије наставили раст без обзира на консензуса основни проблем. Хипотетички, према Роберт Енгелман (Ворлдватцх института), како би се спречило колапс, људска цивилизација би морао да се заустави повећање емисије у року од десет година, без обзира на привреду и становништво (2009).
Гасови стаклене баште нису једине емисија производње и потрошње енергије. Велике количине загађивача попут сумпорних оксида (СОк), азотних оксида (НОк) и честица (ПМ) су произведени сагоревањем фосилних горива и биомасе; Светска здравствена организација процењује да су 7 милиона преурањених смрти узрокована сваке године загађењем ваздуха. сагоревање биомасе је велики допринос, иако се обично рачуна као обновљивих извора у енергетске статистике. Поред производње загађење ваздуха као последица сагоревања фосилних горива, већина биомаса има велике емисије ЦО2

## Би извор
Фосилна горива
Двадесети век је видео брз раст двадесет струко у коришћењу фосилних горива. Између 1980. и 2006. године, светски годишња стопа раста је 2% . Према 2006. процени САД Енерги Информатион Администратион је процењена укупна потрошња 471.8 ЕЈ у 2004. години, била подељена као што је наведено у табели, са фосилних горива снабдевају 86% светске енергије:
Угаљ
У 2000. години, Кина чине 28% потрошње угља света, други Азија конзумира 19%, Северна Америка 25%, а ЕУ 14%. земља појединачно највећи угља одузима је Кина. Његов удео производње у свету угља у 2000. години био је 28%, а порастао је на 48% у 2009. За разлику од Кине повећања ~ 70% у потрошњи угља, употреба угља свет порасли за 48% од 2000. до 2009. У пракси, већина ово rast догодила у Кини, а остатак у другим Азији. Кинеска потрошња енергије је углавном вођена индустријском сектору, од којих је већина долази из потрошње угља.
Светска производња годишњи угља повећана 1.905 Мт или 32% у 6 година у 2011. години у односу на 2005. годину, од чега је више од 70% је у Кини и 8% у Индији. Производња угља је у 2011. години 7.783 Мт, а 2009. 6.903 мт, једнако повећању производње 12,7% за две године.
Ако производња и потрошња угља и даље по стопи као у 2008. години, доказана и економски Надокнадива светске резерве угља ће трајати око 150 година. То је много више него што је потребно за неповратно климатске катастрофе. Угаљ је највећи извор емисија угљен-диоксида у свету. Према ИЕА Цоал информацијама (2007) светска производња и употреба угља је значајно порасла у последњих неколико година. Према Јамес Хансен једина и најважнија акција је потребно да се бави климатске кризе је да се смањи емисија ЦО2 од угља. Индонезија и Аустралија извози заједно 57,1% извоза у свету угља у 2011. Кини, Јапану, Јужној Кореји, Индији и Тајван су имали 65% удела свих увоза светског угља у 2011 години
Нафта
Угаљ подстакао индустријску револуцију у 18. и 19. веку. Са појавом аутомобила, авиона и ширење употребе електричне енергије, нафте постала доминантна горива током 20. века. Раст нафте као највеће фосилних горива је додатно омогућено је стално пада, цена од 1920 до 1973. Након нафтних шокова у 1973. и 1979. године, током којих је цена нафте повећане од 5 до 45 долара по барелу, дошло је до смене далеко од нафте. Угаљ, природни гас и нуклеарне постали горива према избору мере електричне енергије и очувања повећане енергетске ефикасности. У САД је просечна аутомобил више него удвостручио број миља по галону. Јапан, који је носио терет нафтних шокова, направио спектакуларан напредак и сада има највећу енергетску ефикасност у свету. Од 1965. до 2008. године, употреба фосилних горива је наставила да расте и њихов удео у снабдевању енергијом је порасла. Од 2003. до 2008. године, угаљ је најбрже растућа фосилних горива.
Процењује се да је између 100 и 135 милијарди тона нафте је потрошено између 1850. и данас
Природни гас
У 2009. години, свет коришћење природног гаса порастао 31% у односу на 2000. 66% овог раста је био изван ЕУ, у Северној Америци Латинској Америци и Русији. Ту су још и Блиског истока, Азије и Африке. Довод гаса повећана је у претходним регијама: 8,6% у ЕУ и 16% у Северној Америци 2000-2009
Нуклеарна енергија
Од 1. јула 2016, у свету има 444 оперативан решетке-електрични нуклеарне реакторе са 62 других под цонструцтион. Синце комерцијални нуклеарна енергија је почела средином 1950-их, 2008 је прва година да ниједна нова нуклеарна електрана је повезан на мрежу, иако два су повезани у 2009. години.
Годишња производња нуклеарне енергије је на благи силазни тренд од 2007. године, смањење за 1,8% у 2009. на 2558 ТВх, и други 1,6% у 2011. на 2518 ТВх, упркос повећању производње из већине земаља широм света, јер та повећања су више него оффсет смањењем броја Немачке и Јапана. Нуклеарна енергија се састао 11,7% светске потражње за електричном енергијом у 2011. Извор: ИЕА / ОЕЦД
Обновљива енергија
Обновљива енергија се генерално дефинише као енергије која долази из извора који нису значајно осиромашеним њиховом употребом, попут сунчеве светлости, ветар, киша, плима, таласа и геотермалне хеат. Реневабле енергије постепено замењује конвенционалне горива у четири различите области: електричне енергије, топла вода / грејање простора, моторна горива, и руралне (офф-грид) енергетске услуге.
На основу извештаја РЕН21 је 2014. године, обновљиви извори енергије допринели 19%, на нашој потрошњи енергије и 22% на нашем електричне енергије у 2012. и 2013.. Ова потрошња енергије је подељен на 9% из традиционалног биомасе, 4,2% као топлотне енергије (нон-биомаса), 3,8% хидро електричне и 2% електричне енергије из вјетра, соларне, геотермалне и биомасе. Ворлдвиде улагања у обновљиве технологије у 2013. години износила је више од УС 214 милијарди, америчких долара са земљама као што су Кина и САД снажно инвестирање у вјетар, хидро, соларне и биогорива. Обновљиви извори енергије постоје преко великих географских подручја, за разлику од других извора енергије, који су концентрисани у ограниченом броју земаља. Брза примена обновљивих извора енергије и енергетске ефикасности је резултирало значајним енергетску безбедност, ублажавање климатских промена, и бенефитс. Ин међународних истраживања економске јавног мњења постоји снажна подршка за промоцију обновљивих извора као што су соларна енергија и енергија ветра. На националном нивоу, најмање 30 земаља широм света већ имају обновљивих извора енергије доприноси више од 20% снабдевања енергијом. Натионал Реневабле тржишта енергије су пројектовани да и даље снажно расте у наредној деценији и шире.
Следећа табела показује повећање НАМЕПЛАТЕ капацитета, и има фактора капацитета који се крећу од 11% за соларне, до 40% за хидроенергију
Хидромасазна
Хидроелектрана је термин који се односи на електричне енергије произведене хидроенергију; производња електричне енергије коришћењем кинетичке енергије пада или текуће воде. У 2015. години хидроелектране генеришу 16,6% укупне електричне енергије у свету и 70% свих обновљивих извора електричне енергије, која наставља брзо стопу раста доживљавају између 2003. и 2009. године Хидроелектрана је произведен у 150 земаља, са азијско-пацифичком региону која генерише 32% глобалног хидроелектрана у 2010. Кина је највећи произвођач хидроелектране, са 2.600 ПЈ (721 ТВх) производње у 2010. години, што представља око 17% домаће коришћења електричне енергије. Сада постоје три хидроелектране биљке већи од 10 ГВ: тхе Тхрее Горгес Дам у Кини, Итаипу у Бразилу, и Гури Дам у Венецуели
Марине енергија
Марине енергија, такође познат као океана енергије и марине и хидрокинетиц енергије (МХК) обухвата плиме и таласа моћ и релативно нови сектор обновљиве енергије, са већином пројеката још у пилот фази, али је теоријски потенцијал је еквивалентна 4-18 милиона тона еквивалента нафте (тое). Развој МХК у америчким и међународним водама обухвата пројекте помоћу уређаја као што су, талас енергије претварача у отвореним приобалним подручјима са значајним таласа, плиме турбине постављене у приобалним и Естуарине подручјима, у-стреам турбине у рекама са брзим покретима, океански струјни турбина у области јаке морске струје и океан топлотне енергије конвертора у дубоким водама тропске
Ветар
Енергија ветра расте по стопи од 17% на годишњем нивоу, са светском инсталисане снаге од 432,883 мегавата (МВ) на крају 2015. године, и широко се користи у Европи, Азији, а земље Сједињене Статес. Северал су постигле релативно висок ниво енергије ветра пенетрације, као што је 21% од стационарне производње електричне енергије у Данској, 18% у Португалу, 16% у Шпанији, 14% у Ирској и 9% у Немачкој у 2010. Почевши од 2011. године, 83 земаља широм света користе ветра снага на комерцијалној основи. У 2013. години ветар генерисана скоро 3% оф тхе ворлдс укупне електричне енергије
Соларни
Соларна енергија, блистава светлост и топлота од сунца, је обуздати од стране људи од давнина користе низ стално развијају технологије. Соларна енергија технологије укључују соларно грејање, соларни фотонапонски, концентрисано соларну енергију и соларне архитектуре, који може да направи значајне доприносе решавању неких од најхитнијих проблема са којима се свет сада суочава. Међународна агенција за енергију предвиђа да соларна енергија може да обезбеди "трећину глобалне финалне потрошње енергије након 2060., док је емисија ЦО2 би се смањио на веома ниском нивоу." Соларни технологије су широко окарактерисати као ни пасивна соларна или активна соларна у зависности од начина на који заробљавања, претворити и дистрибуира соларну енергију. Активни соларни технике обухватају коришћење фотонапонских система и соларних термалних колектора да искористи енергију. Пасивне соларне технике обухватају оријентисање зграду Сунцу, одабир материјала са повољним особинама термална маса или светло растерати, и пројектовање простора које природно циркулише ваздух.
Геотермална
Геотермална енергија се комерцијално користи у преко 70 земаља. У 2004., 200 петајоулес (56 ТВх) електричне енергије је генерисана из геотермалних извора, а додатних 270 петајоулес (75 ТВх) геотермалне енергије је директно употребљено, углавном за грејање просторија. У 2007. години, свет је имао глобални капацитет за 10 ГВ електричне енергије и додатни 28 ГВ директно грејање, укључујући и екстракција геотермалне топлотне пумпе. Топлотне пумпе су мале и широко распрострањена, тако да процене њиховог укупног капацитета су несигурни и домет до 100 ГФ
Био Енерги
До почетка биомасе XIX века била доминантна горива, данас има само мали део укупног снабдевања енергијом. Струја произведена из извора биомасе је процењена на 44 ГВ за производњу електричне енергије 2005. биомасе повећан за више од 100% у Немачкој, Мађарској, Холандији, Пољској и Шпанији. Даља 220 ГФ је користи за грејање (у 2004. години), чиме је укупан утрошену електричну енергију од биомасе на око 264 ГФ. Употреба пожара биомасе за кување је искључена. Светска производња биоетанола је повећан за 8% у 2005. години да достигне 33 гигалитрес (8.7 × 109 УС Гал), а највећи део повећања у Сједињеним Америчким Државама, чиме је ниво на ниво потрошње у Бразилу. Биодизел порастао за 85% на 3,9 гигалитрес (1,0 × 109 САД галона), што га чини најбрже растући обновљиви извор енергије у 2005. Преко 50% се производи у Немачкој

## По сектору
Индустријски корисници (пољопривреда, рударство, производња, а изградња) троше око 37% од укупног 15 ТВ. Лични и пословни саобраћај троши 20%; стамбени грејање, осветљење, а уређаји користе 11%; и комерцијалне сврхе (осветљење, грејање и хлађење комерцијалних објеката, а снабдевање водом и канализације услуге) износе 5% од укупног броја.
Други 27% светске енергије губи у преносу енергије и енергије. У 2005. години, глобална потрошња електричне енергије у просеку 2 тв. Стопа енергија користи за генерисање 2 тв електричне енергије је око 5 УСА, као ефикасност типичног постојеће електране је око 38% . У нова генерација Гасни биљака достигне знатно већу ефикасност од 55%. Угаљ је најчешћи гориво за светских електрана.
Укупна употреба свет енергије по сектору је у 2008. индустрији 28%, транспорта 27% и стамбени и сервис 36%. Подела била отприлике иста у 2000. години
Европска унија
Европска агенција за животну средину (ЕЕА), мери финалну потрошњу енергије (не укључује енергију користи у производњи и изгубљени у транспорту) и констатује да је сектор транспорта је одговоран за 31,8% у финалној потрошњи енергије, домаћинства 26,2%, индустрија 25,6%, услуге 13,5% и пољопривреде 2,9% у 2012. kорiшћење енергије је одговоран за већину емисије гасова стаклене баште (79%), са енергетском сектору представља 31%, транспорт 19%, индустрија 13%, домаћинстава 9% и остали 7%.
Док ефикасно коришћење енергије и ефикасност ресурса расту као питања јавне политике, више од 70% од електрана на угаљ у Европској унији су више од 20 година и раде на нивоу ефикасности између 32-40% . Тецхнологицал кретања у 1990. имају дозвољена ефикасности у распону од 40-45% на новијим биљака. Међутим, према процени утицаја од стране Европске комисије, то је још увек испод најбољих доступних технолошких нивоа (БАТ) ефикасност од 46-49%. Са гасним електранама просечна ефикасност 52% у поређењу са 58-59% са најбољом доступном технологијом (БАТ), и гаса и нафте котла биљке функционишу по просечној ефикасности 36% (БАТ-даје 47%). Према тој истој утицаја процена од стране Европске комисије, подизање ефикасности свих нових постројења и већину постојећих постројења, кроз постављање овлашћења и дозволе условима, са просечном генерације ефикасност 51,5% у 2020. ће довести до смањења годишње потрошње од 15 km3 (3,6 cu mi) природног гаса и 25 МТ (25.000.000 дуге тона; 28,000,000 кратких тона) угља